# Гаетан Дюшен
Гаета́н Жозеф П'єр Дюше́н (фр. Gaétan Joseph Pierre Duchesne; 11 липня 1962, м. Квебек, Канада — 16 квітня 2007, там само) — канадський хокеїст, центральний нападник.   
Виступав за «Квебек Ремпартс» (QMJHL), «Вашингтон Кепіталс», «Герші Берс» (АХЛ), «Квебек Нордікс», «Міннесота Норз-Старс»,  «Сан-Хосе Шаркс», «Флорида Пантерс», «Квебек Рафальс» (ІХЛ).
В чемпіонатах НХЛ — 1028 матчів (179+254), у турнірах Кубка Стенлі — 84 матчі (14+13).
Помер 16 квітня 2007 року у місті Квебек від серцевої недостатності.